# Asustador de niños

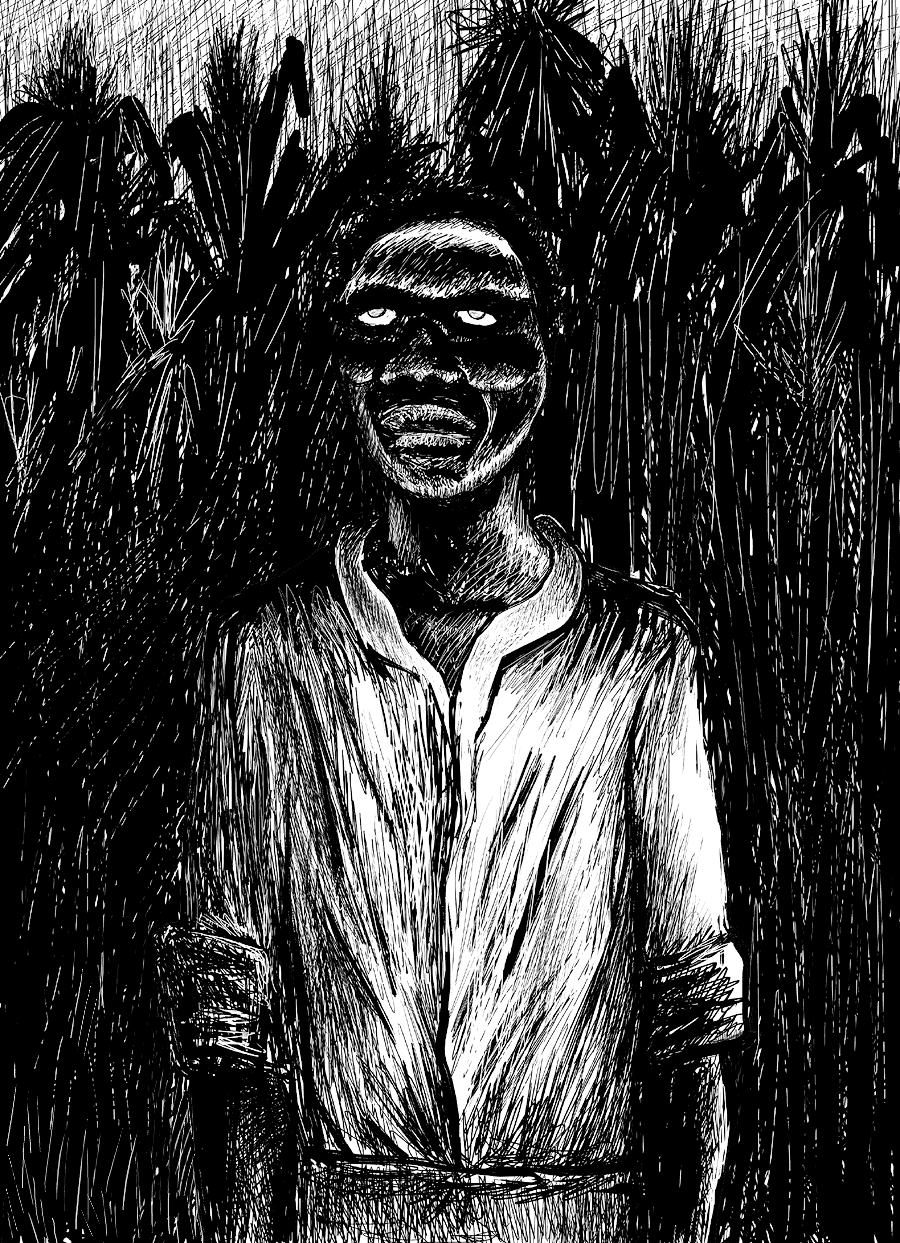
Representación artística de un zombi.

Se denomina asustador de niños a todo aquel personaje al que los adultos recurren para asustar a los niños.

## Descripción
La práctica de infundir miedo en los niños con un asustador de niños tiene el propósito de obligar a los niños a cumplir rutinas de aseo, comida y sueño que pueden resultarles, en un momento dado, ingratas, así como mantenerles alejados de lugares, personas y acciones que los adultos consideran peligrosos para los niños (por ejemplo, si los niños creen que en fondo de un pozo se oculta un asustador deseoso de atraparles, será menos probable que se asomen, y por lo tanto se caigan y se ahoguen). En general, el asustaniños funciona como un refuerzo negativo de cualquier actitud infantil que los padres o cuidadores del niño deseen erradicar o minimizar.
Existen numerosas denominaciones y leyendas asociadas a estos asusta niños que con frecuencia suelen ser antiquísimas, restos demonizados de divinidades de mitologías y religiones ya extintas y cultos desaparecidos, lo que Heinrich Heine denominaba «dioses en el exilio».

## Asustadores de niños de diferentes culturas
| - Baba Yaga - Bogeyman - ChanchoGente - Coco - Corpo-Seco - Guajona - Hombre del saco - Huesos Sangrientos | - Krampus - Lamia - Lobo feroz - Sacamantecas - El Sartenero - Pedro Melenas - Tata Duende | - Tío Camuñas - Tío Saín - Tutú Marambá - El Ropavejero - La Llorona - Fantasma - Tulevieja |